# إكس86-64

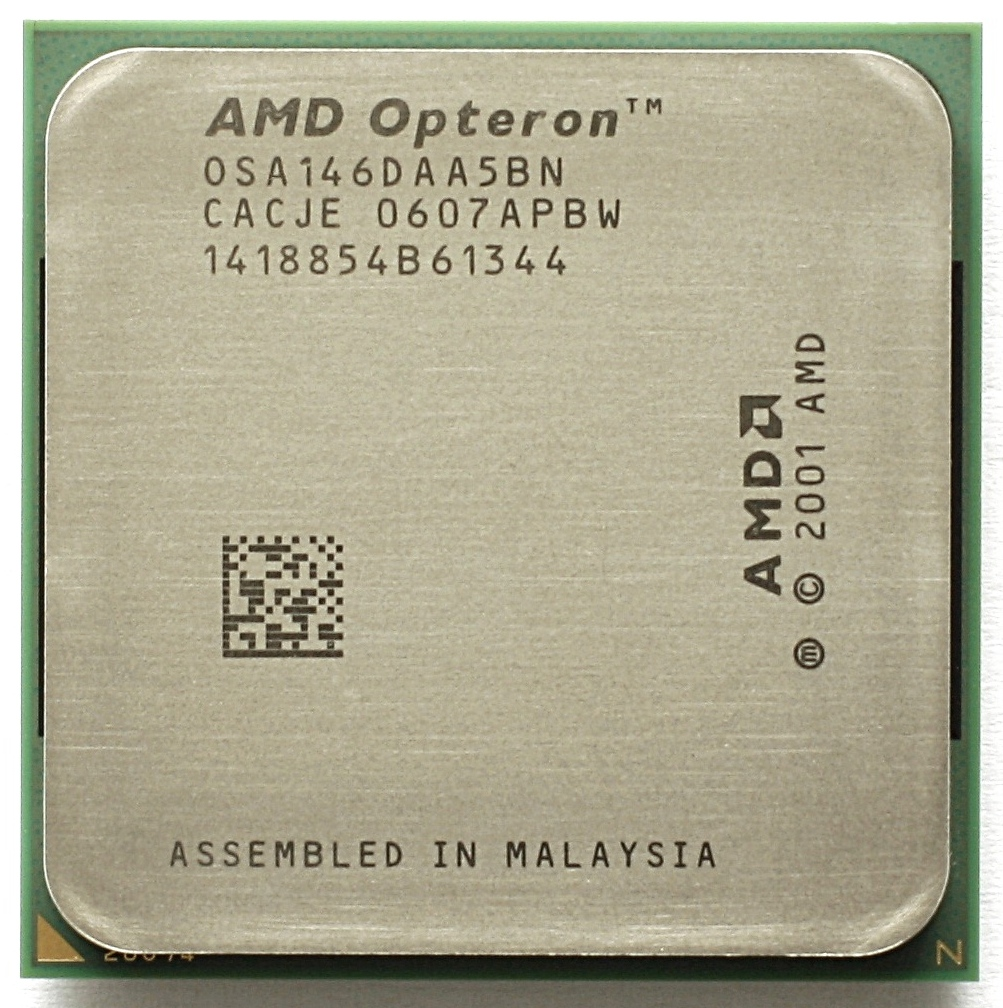

أنتجت شركة AMD لصناعة المعالجات سلسلة معالجات AMD وهي AMD Athlon 64 و AMD Athlon 64 FX و AMD Opteron حيث تتوافر معالجات AMD64 بثلاث نكهات كما يقول الكثير من الخبراء:
ظهرت معالجات AMD التي تنتجها شركة (Advanced Micro Devices) كمنافس رئيسي لشركة إنتل ،حيث بدأ عصر 16-بت عام 1981 ب windows 3 ولاحقاً windows 98,95وما تلاهما ويتواصل حتى اليوم بتوسعات 32-بت بويندوز إكس بي وwindows 2000.
وبعد 15 سنة من طرح معالج 32-بت طرح إصدار 32-بت له، لكن التحول نحو 64-بت سيكون أسرع وقد بدأ هذا التحول في سبتمبر عام 2003 مع طرح معالج AMD Athlon 64 للكمبيوتر المكتبي، مع إصدار بيتا من Windows XP 64-بت، تلاه طرح Windows XP 64-بت بالإصدار RC2 الذي طرح مؤخرا مع معالجات إنتل بنتيوم 64-بت أي بدعم لتقنية إنتل EM64T، وهي Intel Pentium 4 6XX، ثم مؤخرا الجيل الثاني من معالجات الكمبيوتر الدفتري AMD Turion، ثم المعالج ثنائي النواة Pentium D "Smithfield. لن يتيح Windows XP 64-بت الترقية من الإصدارات القديمة من windows بما فيها Windows XP، بل يتطلب تثبيتا نظيفا من الصفر، تؤدي محاولة تشغيل تطبيقات قديمة من فئة 16-بت إلى رسالة الخطأ التالية: ERROR_BAD_EXE_FORMAT.

## النكهة الأولى Athlon 64
وهذا موجه لاستبدال المعالج المكتبي ومعالجات المنزل...و هو متوافر بثلاث سرعات هي 3000 و 3200 و 3400 تبلغ تردداتها الأصلية 2.0 و 2.0 و 2.2 على التوالي... ويعتبر هذا المعالج حاليا أفضل صفقة يمكنك شراؤها كما أنه يملك أعلى أداء في فئته (أعلى من أداء معالج Pentium 4 3.2 GHz بناقل 800 MHz وتقنية HT))
سعره يتراوح بين 216 دولار ولغاية 416 دولار
ملاحظة L) الناقل الأمامي في معالجات AMD64 يسمى بالـ HT أو Hyper threading.

## •النكهة الثانية وهي Athlon 64 FX
وهذا فتح سوقا جديدة تسمى بسوق المخضرمين وشركة AMD هي أول من فتح هذا السوق... وهي فئة عالية جدا تستطيع دفع أي مبلغ مقابل أعلى أداء ممكن... يتوفر هذا المعالج بسرعة واحدة وهي Athlon 64 FX-51 وبتردد أصلي يبلغ 2.2…..GHz... وقد تفوق هذا الإصدار على منافسه معالج إنتل Pentium 4 Extreme Edition EE أو اختصارا للاسم كاملا P4EE ولكن الخبراء يسمونه به Extreme Expensive نظرا لسعره المبالغ فيه..حيث أن سعر معالج Athlon 64 FX هو 733 دولار في الوقت الذي كان فيه سعر معالج Pentium 4 EE هو 933 دولار.
لتبيين الفرق بين المعالجين فسأبين حالة واحدة... وهي سرعة الناقل العام... وهو الناقل الذي يوصل المعالج بباقي أجزاء النظام
في معالج Pentium 4 تبلغ أقصى سرعة للناقل 800 MHz.
أما في معالجات AMD64 تبلغ السرعة 800 MHz أيضا... ولكن هذه السرعة هي النصف فقط... لأن الناقل العام لهذه المعالجات ويسمى ناقل HT (اختصار إلى HyperTransport) يفصل البيانات لقسمين واتجاهين... الأولى من المعالج إلى باقي النظام والثانية بالعكس... كل قسم يعمل بتردد 800 MHz كاملة... أي أن السرعة الحقيقية هي 1600 MHz
إضافة لذلك فقد تم إصدار معالجات جديدة بناقل 1000 MHz... هذا يعني سرعة حقيقية قدرها 2000 MHz
هناك أمر آخر باللنسبة للناقل... معالجات P4 تشارك سرعة الناقل في كل شيء
فبينما تبلغ سرعة الناقل في نقل البيانات 6400MB/s نجد أن الذاكرة وحدها سرعتها 6400MB/s وطبعا لأن الذاكرة لاتعمل بكامل سرعتها... سنجد أن باقي مكونات النظام لا تحصل على سرعتها الكاملة... وخصوصا منفذ AGP الخاص بمسرع الرسوميات والذي من المفروض أن تكون سرعته 2GB/s... إلا أن سرعة الذاكرة والتي تصل أحيانا إلى 5700MB/s لا تتيح إلا القليل للمسرع الرسومي وباقي مكونات النظام مثل القرص الصلب وما إلى ذلك... هذا يعني أن ناقل النظام أصبح يشكل بما يسمى عنق الزجاجة للنظام حيث تضيق البيانات بسرعته البطيئة
في معالجات AMD64 الذاكرة لا تستخدم ناقل النظام..على عكس ما هو الحال في معالجات P4. ولا تستخدم ناقل خاصا بها... فالجزء المسؤول عن التحكم بها موجود ضمن المعالج نفسه... هذا يعني أنها توصل مباشرة للمعالج... وتترك سرعة الناقل العام البالغة 1600 MHz وليس 800 MHz حرة طليقة لمسرع الرسوميات وباقي مكونات النظام...
تقول شركات المسرعات الرسومية مثل ATi و nVIDIA أن معالجات AMD64 وبنيتها تتيح لمسرعاتها أن تحصل على أداء أعلى لأنها توفر ما تحتاجه من سرعه بعكس بنية Intel والتي تجعل من ناقل النظام عنق الزجاجة للجهاز... وهذا الأمر حاليا نجده بيناً في نتائج الاختيارات حيث تتفوق معالجات AMD64 ذو السرعة الأقل بكثير على معالجات Pentium 4 فما بال تقنية PCI Express 16x والمصممة لكي تزيل واجهة AGP ؟؟؟
قد تقول ما الفرق سنقول بأن PCI Express 16x تبلغ سرعتها 8GB/s أي أنها أسرع بكثير من سرعة الناقل... فستظل الذاكرة وهذا الناقل وباقي مكونات النظام تتصارع بشأن هذه السرعة...في معالجات إنتل ولن يكن الإمر بهذا السوء بالنسبة لمعالجات AMD.
•
كما أن معالجات Athlon XP تتميز بما يسمى تقنية QuantiSpeed هذه التقنية تتيح للمعالج إعطاء أداء أعلى عند تردد أقل... ولهذا ترى رقم المعالج أكبر من سرعته الأصلية...
بنية معالجات آثلون عملت طويلا منذ إطلاقها في 1999 واستطاعت شركة AMD بعقولها الألمانية أن تجعل بنية معالجات آثلون والمسماة K7 تعمل لأطول مدة عرفها تاريخ المعالجات... في العادة تكون هذه المدة 2 إلى 3 سنوات... ولكن هذه البنية عملت الآن للسنة الرابعة ولا زالت تواصل المسير
هذا جعل من هذه البنية مستهلكة نوعا ما... أي أنها قدمت أفضل ما لديها والآن لا تستطيع أن تعطي المزيد إلا بإجراء تطوير للبنية نفسها...
الحيوان الثور
فجميع معالجات Athlon XP الأدنى من 2500 يمكنها وبسهولة التغلب على معالجات Pentium 4... بينما السرعات الأكبر تعتبر مستهلكة أي أنها لايمكن أن تتغلب على معالجات Pentium 4 في الأداء ولكنها تعطيك صفقة أكبر إذا اعتمدت معادلة الأداء مقابل السعر...
بعد أن صدر معالج +Athlon XP 3200
أصدرت الشركة بنية جديدة اسمها K8 وهي تتميز بتقنية جديدة إضافة لتقنياتها السابقة هذه التقنية ميزت هذه المعالجات لدرجة أن التقنيين يسمون هذه المعالجات باسم هذه التقنية... هذه التقنية هي AMD64
تتيح هذه التقنية أن يعمل المعالج بوضعيتين هما 32-بت و64-بت بشكل عادي ودون أي خسارة في الأداء..

## أهمية الانتقال من معالجات 32بت إلى معالجات 64بت
إن عجلة التطور في مجال صناعة المعالجات في حركة مستمرة إلى الأمام فلقد أدت صناعة معالجات 16-بت إلى نشوء أنظمة الحاسب الآلي المعروفة اليوم ويندوز و(دوس) قديماً ويونكس ولينكس إلا ان هذه المعالجات لم تكن قادرة على تشغيل الواجهات الرسومية ولا تدعم المهام المتعددة، ونتيجه لهذا الأمر قامت شركات صناعة المعالجات بتكثيف بحوثها لتطوير المعالجات فنتج عن هذا التطوير صناعة معالجات 32-بت التي تم تجديد أوامر المسجلات وتكبير حجم المسجلات فأصبحت حجمها 32-بت بدل 16-بت [محل شك]إضافة إلى تضمين خدمات جديدة يقوم بها المعالج كالذاكرة الافتراضية والنمط المحمي ودعم الواجهات الرسومية وتعدد المهام. لكن نظراً لمحدودية حجم الذاكرة الفزيائية التي تدعمها معالجات 32-بت والتي تبلغ 4 غيغابايت بينما تستطيع معالجات 64-بت دعم ذاكرة فيزيائية تصل إلى 16 مليار غيغابايت، وزيادة بحجم الرقم الحقيقي المخزن في الخانة الواحدة من الذاكرة من 231 إلى 263، وزيادة في دقة الكسور العشرية.

## تقنية 64 بت
تمثل حوسبة 64 bit نقطة تحول مهمة في تاريخ المعالجات على كافة الأصعدة.. حيث يمكن لمعالج 64-بت أن يتعامل مع بيانات وتعليمات بوحدات 64 خلال كل دورة ساعة للمعالج، بالإضافة إلى إمكانية إضافة ذاكرة كبيرة جداً إلى الكمبيوتر تمكنني من التحرر من قيود 4 غيغا بايت كحد أعلى، وهذا يؤدي بدوره إلى إنجاز المهام بشكل أسرع.
إذاً يستطيع المعالج أداء العمليات بضعف سرعة معالجات 32-بت(طول التعليمات فيها 32-بت)
أي يمكنها تنفيذ أمرين من 32-بت في وقت واحد.
العمل على معالجات 64-بت يحسن الأداء وقابلية التوسع، وبدوره يؤدي إلى تخفيض التكلفة الإجمالية.
يعتبر (RC 2 Windows xp professional X64 Edition)	نظام التشغيل المتوافق مع معالجات AMD 64 (Athlon 64 opteron.

## التوافق الرجعي
تقدم كل من إنتل وإي إم دي معالجات بدعم مزدوج لبرامج 32 و64 بت (كومبو 32-/64-bit combo processors) وكذلك هو حال نظام تشغيل مايكروسوفت لكن مايكروسوفت تخلت عن دعم دوس وبرامج 16-بت بصورة كلية في نظام التشغيل الجديد الذي يبدو ويعمل وكأنه إصدار ويندوز إكس بي للمحترفين مع التحديث الخدمي 2 ومركز الأمان security Centre في لوحة التحكم. فقد غابت عن هذا الإصدار كل من النظام الثانوي Windows on Windows (WOW)، وآلة ويندوز الافتراضية Windows Virtual Machine (VM)، اللتان تدعمان تشغيل دوس وبرامج ويندوز القديمة من فئة برامج 16-بت، وبذلك لن يتاح تشغيل هذه نهائيا. ويدعم ويندوز هذا تطبيقات واجهة لوحة التحكم console، مثل لوحة الاسترداد والتطبيقات الرسومية، يمكن التعامل بين تطبيقات 32 بت وتطبيقات 64 بت من خلال عمليات القص والنسخ و COM، لكن عمليات 32-بت لا يمكنها استدعاء مكتبات 64-بت (64-bit dynamic link libraries (DLLs)، وكذلك لا يمكن لعمليات 64-بت استدعاء مكتبات 32-بت. يمكن للمستخدمين الاستفادة من معرفتهم بويندوز إكس بي 32-بت لتطبيق عمليات التعديل والتهيئة والإعداد والإدارة ذاتها في ويندوز 64 الجديد فهي تبقى كما كانت من قبل. ستكسب التطبيقات التي تعتمد على الكتابة والقراءة من القرص بمقدار خمسين ضعفا في سرعة أدائها. كما تخلت مايكروسوفت هنا عن بروتوكولات الشبكة التي يندر استخدامها مثل كل من NetBEUI و AppleTalk و IPX وspx كما أن العديد من برامج 32 بت التي تعتمد على أدوات تثبيت قديمة من فئة 16-بت (16-bit installer) بما فيها برامج مايكروسوفت مثل Photo Story 3 و Windows XP PowerToys لن تعمل بهذا الإصدارRC2 بل حتى في الإصدار النهائي. عدا عن ذلك فإن معظم برامج 32 بت ستعمل دون مشاكل إلا من بعض العقبات البسيطة هنا وهناك.أما مشاكل الأجهزة فهي تتلخص في أن معظم المشغلات من نوع 32-بت لن تعمل أيضا. وهناك جديد في إنترنت إكسبلورر حيث يوجد إصدار ثان آخر هو 64-bit of Internet Explorer، إلى جانب إنترنت إكسبلورر القديم من فئة 32-بت، ولا يدعم أي منهما ملحقات إضافية add-ons مثل شريط أدوات غوغل وما شابه.

## مجالات الاستخدام
يوفر ويندوز إكس بي بفئة 64-بت أداءً متميزاً في عدة مجالات:
1- يتيح هذا النظام إمكانية تحرير الفيديو أي يقدم إمكانيات قوية للمصممين والمصورين والمستخدمين في التعامل مع ملفات الصور والفيديو الضخمة وإدخال المؤثرات عليها دون ساعات انتظار طويلة.
2- يوفر متطلبات محطة العمل Work station حيث يحتاج مستخدموها لسعة عالية من الذاكرة.
3- بالإضافة إلى تطوير الألعاب بحيث تصبح أكثر جودة ودون أي تأخير في المشاهد.
4- في مجال الرسوم ثنائية وثلاثية الأبعاد.
5- يستخدم في مجالات التصميم الهندسي.

## برامج 32-بت
يحقق ويندوز 64-بت توافقه مع تطبيقات ويندوز 32-بت من خلال ميزة المحاكاة التي تدعى Windows-32-on-Windows-64 (WOW64) وهي طبقة محاكاة تؤمن توافقا بين الفروقات فيهما خاصة تلك المرتبطة بالاتصال بين العمليات المشتركة وهناك أيضا أداة توجيه السجل registry redirector، حيث يوجد في ويندوز 64 بت شجرتين منفصلتين في السجل لمفتاح HKEY_LOCAL_MACHINE\Software، الأولى تستخدمها تطبيقات 64 بت الأصيلة والثانية لتطبيقات 32 بت ليتاح للأخيرة التعرف على المصادر والنظام وكأنه ويندوز 32 بت، دون أن تتعرف على تبدلات في أجهزة 64-بت. وعادة ما تستخد\م تطبيقات 64 بت وحدها دليل c:\Program Files، بينما يتم تثبيت تطبيقات 32 بت في الدليل c:\Program Files (x86)".، ومن المفيد معرفة ذلك خاصة عند طباعة أوامر تحتاج لعناوين تلك الأدلة. فمثلا يمكنك طباعة أمر لتطبيقات 32-بت كالتالي:
c:\windows\SysWOW64\cmd.exe، بينما يؤدي تشغيل سطر أوامر command shell في ويندوز 64bit لتشغيل الأوامر في ويندوز 64 تحديدا.
يؤمن هذا الإصدار دعم برامج 32 بت من خلال طبقة المحاكاة Windows on Windows 64 (WOW64) x86 emulation layer التي تعزل عمليات 32-بت عن عمليات 64-بت. وتظهر عمليات 32-بت في مدير المهام مع علامة نجمة فوقها (*32). ومن المشاكل التي يمكن أن يواجهها المستخدم العادي في هذا الإصدار هناك ما يلي:
يتفاوت دعم هذا الإصدار لكل من الكتابة على الأقراص المدمجة، وتثبيت برامج محاكاة مثل Virtual PC لأغراض الاختبار، ودعم بلوتوث ومشغلات بطاقة الفيديو ومشغلات بطاقات الصوت، ومشغلات أقراص SATA RAID drivers، إلى جانب دعم لبطاقات الشبكة من نوع غيغابت، والقدرة على تشغيل برامج مكافحة الفيروسات عدا عن عدد قليل جدا منها مثل أفاست، وهناك أيضا دعم الطابعات.
بصورة إجمالية فإن نظام التشغيل Windows XP Professional x64 Edition RC 2 هو نظام رائع أصبح جاهزا لسوق السمتخدمين الذين لديهم معالجات 64-بت مثل عائلتي AMD64 (Athlon 64 Opteron)، وبنتيوم Intel EM64T (Pentium 4 6XXX or Xeon)
ولكن معظم المستخدمين الآخرين لن يستفيدوا منه بسبب طبيعة استخداماتهم خاصة إذا كانت لا تتضمن التصميم الهندسي بالكمبيوتر كاد، والرسوم ثلاثية الأبعاد وألعاب الكمبيوتر وتحرير الفيديو وتوليد المحتوى الرقمي الكثيف بالبيانات. أما من يعمل بتلك التطبيقات فيسره هذا التحول الهام لأنه سيجد ضالته فيه من نواحي الأداء والسرعة

## السوق الاقتصادية ل AMD 64 BIT
لا يمكننا أن ننكر أن توفر بيئة الحوسبة الجديدة بسعر رخيص نسبيا هو تحول إيجابي سيستفيد الكثيرون منه حاليا فهناك مستخدمون أفراد وشركات صغيرة، سيصبح في متناولهم قدرات حوسبة ذات أداء كان حتى وقت قريب حكرا على الشركات والمؤسسات الضخمة. كما أن العنصر الإيجابي الآخر هو التوافق الرجعي backward compatibility، أي إمكانية العمل ببرامج 32 بت «القديمة» والهامة بذات الوقت. لكن هذه الأخيرة لن تستفيد من حوسبة 64-بت بل قد يتراجع أداء بعضها. وقد لا يستدعي تشغيل البرامج الاعتيادية أنظمة 64-بت لكنها مفيدة وضرورية أحيانا لتطبيقات أخرى مثل الفيديو والألعاب ثلاثية الأبعاد وقواعد البيانات والتطبيقات والبرامج الضخمة. سيبدأ قريبا التحول التدريجي إلى عالم 64-بت وتقود هذا التحول شركات ضخمة مثل إنتل ومايكروسوفت وإي إم دي إلى جانب شركات كروت الشاشة مثل إنفيديا NVIDIA وإي تي أي ATI مع شركات تطوير البرامج مثل Adobe و Apple و Microsoft.

## مزايا تقنية 64bit
1-اختصار الأعداد الكبيرة للملقمات التي كانت تستخدم لإنجاز أعمال بأحجام كبيرة إلى ملقم واحد.
2-الاستفادة من تطبيقات 32-بت الموجودة بأحدث تكنولوجيا ال 64-بت.
3-اختصار زمن انجاز العمليات الحسابية التي كانت تستغرق وقتاً كبيراً لانجازها على أنظمة 32-بت.
4-زيادة كمية البيانات المعالجة في كل دورة ساعة.
5-توفر جودة عالية في الأداء بأسعار شبه معقولة.
6-إمكانية التعامل مع حجم كبير من الذاكرة.